# Phytanoyl-CoA dioxygénase
 (février 2024).
Si vous disposez d'ouvrages ou d'articles de référence ou si vous connaissez des sites web de qualité traitant du thème abordé ici, merci de compléter l'article en donnant les références utiles à sa vérifiabilité et en les liant à la section « Notes et références ».
La phytanoyl-CoA dioxygénase est une oxydoréductase participant à l'α-oxydation de l'acide phytanique en acide pristanique ; elle catalyse la réaction :
Phytanoyl-CoA + α-cétoglutarate + O2  {\displaystyle \rightleftharpoons }  2-hydroxyphytanoyl-CoA + succinate + CO2.
Cette enzyme requiert un cation de fer Fe2+ et de l'acide ascorbique pour être active.

Réaction catalysée par la phytanoyl-CoA dioxygénase.